# Regina Helena Ribeiro

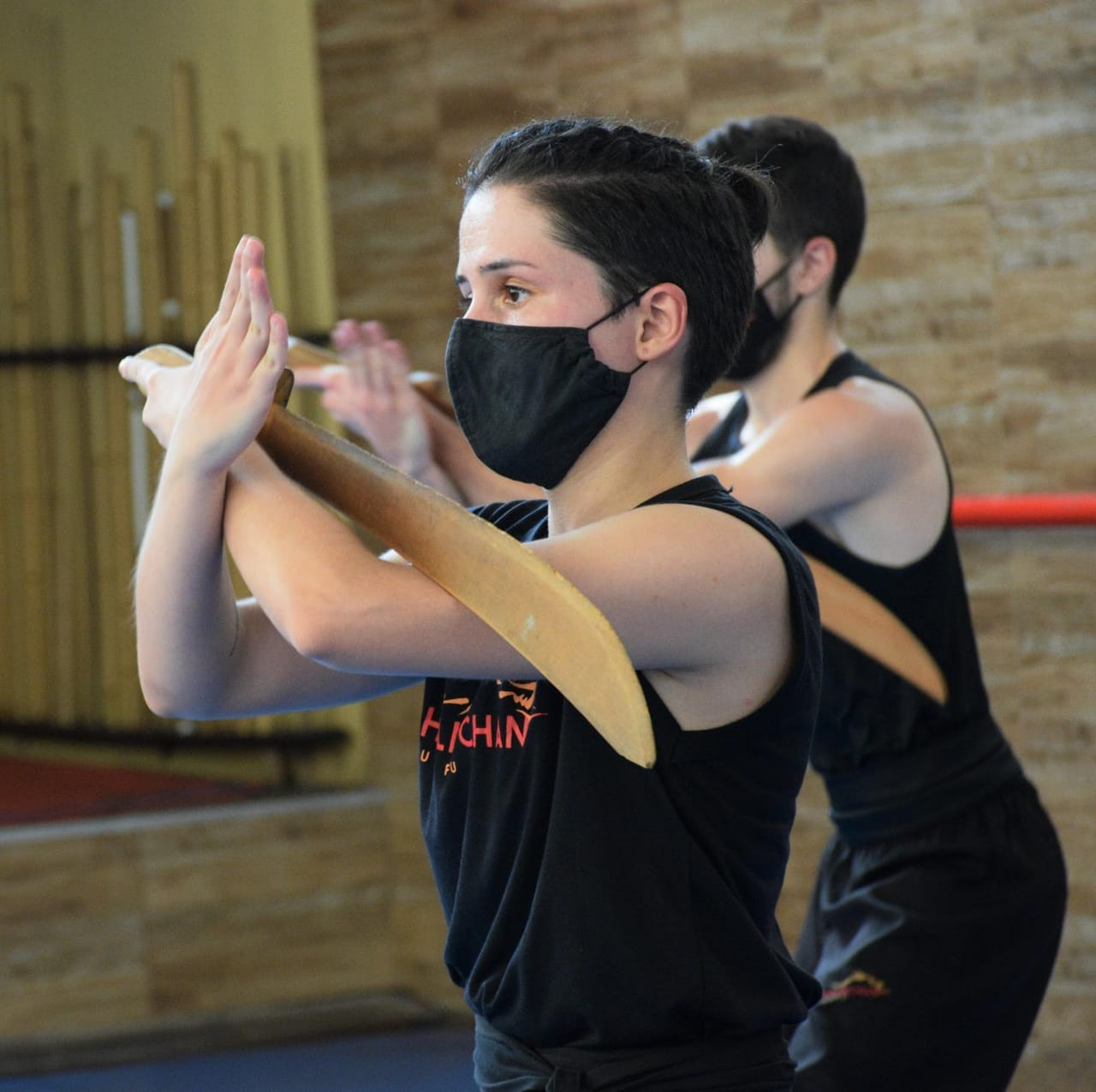

Regina Helena Alencar Ribeiro (Campinas, 29 de Março de 1999) é uma artista marcial brasileira e atleta da seleção brasileira de Kung Fu/Wushu. Atualmente defende a Ass. Cultural e Desportiva Shaolin Chan de Kung Fu e a CBKW em competições internacionais de Wushu Tradicional.

## Carreira
Multicampeã, é reconhecida no Brasil por seus impressionantes oito títulos nacionais consecutivos em Kung Fu Shaolin do Norte, de 2011 a 2018, sendo seis nas categorias juvenis e dois na categoria adulto. 
Começou a praticar Kung Fu em 2007, ainda aos 8 anos de idade. Se especializou no estilo Shaolin do Norte e quatro anos depois, em 2011, participou de quatro campeonatos, entre os quais, foi campeã brasileira e paulista pela primeira vez. As categorias foram: Mãos Norte e Armas médias (Facão).

## Competições juvenis - Nacional e Paulista
Ao longo da carreira colecionou muitas medalhas e troféus entre competições nacionais e internacionais, incluindo campeonatos panamericanos e mundiais.
Na categoria Shaolin do Norte - Mãos Livre é Hexacampeã brasileira. Venceu em 2011, 2012, 2013, 2014, 2015 e 2016.
Ainda pelo campeonato brasileiro, conquistou vários títulos em outras categorias.
A atleta foi campeã em Armas Médias (facão) em 2012, 2013, 2014, 2015 e 2016.
Também venceu a categoria Dulian (com Eduardo Vieira) em 2014, 2015 e 2016.
Pelo campeonato paulista foi campeã na categoria Shaolin do Norte de 2011 a 2016, e na categoria Armas Médias(facão) em 2011, 2012 e 2013. Regina também é Bicampeã brasileira na categoria Bastão.

## The 5th World Traditional Wushu Championship
Campeonato internacional disputado em Huangshan, China, em 2012.

#### Mãos Norte
Regina ficou com o 4º lugar na categoria Mãos Norte.
| POS | Atleta                        | Equipe                                          | Nota |
| --- | ----------------------------- | ----------------------------------------------- | ---- |
| 1   | Kiseleva Tatiana              | Russian Federation Central Federal District     | 8.89 |
| 2   | Kuznetcova Maria              | Russian Federation Siberian District            | 8.84 |
| 3   | Gerasimova Daria              | Russian Federation Moscow                       | 8.81 |
| 3   | Timirkina Iullia              | Russian Federation Volga Federal District       | 8.80 |
| 4   | Julie Drapkin                 | America Kong-fu Wushu Association               | 8.76 |
| 4   | Regina Helena Alencar Ribeiro | CBKW - Confederação Brasileira de Kung Fu/Wushu | 8.75 |
| -   | Horlatenko Polina             | Ukrainian Wushu Federation                      | -    |

#### Armas Médias (Daoshu)
Na categoria Armas Médias (Daoshu), ficou com o 4º lugar, em competição que foi vencida pela estrela da seleção russa de Wushu, Elizaveta Orletckaia, que também viria a ser a campeã do 6th World Traditional Wushu Championship em 2014, e vice campeã europeia em 4 categorias diferentes no 2nd European Taijiquan Neijiaquan em 2016.
| POS | Atleta                        | Equipe                                            | Nota |
| --- | ----------------------------- | ------------------------------------------------- | ---- |
| 1   | Orletckaia Elizaveta          | Russian Federation Moscow                         | 8.80 |
| 2   | Kiseleva Tatiana              | Russian Federation Central Federal District       | 8.72 |
| 2   | Francis Zabala                | Venezuelan Wushu Federation                       | 8.67 |
| 3   | Thais Goraieb                 | CBKW - Confederação Brasileira de Kung Fu/Wushu   | 8.64 |
| 3   | Marzena Pierzchala            | Polish Wushu Federation - Time 1                  | 8.62 |
| 3   | Mirian Rueda Nery Barbosa     | CBKW - Confederação Brasileira de Kung Fu/Wushu   | 8.55 |
| 4   | Regina Helena Alencar Ribeiro | CBKW - Confederação Brasileira de Kung Fu/Wushu   | 8.52 |
| 4   | Mui Wei Ting Zoe              | The Ministry of Education of Singapore Youth Team | 8.51 |
| 5   | Lara Luccas Barreiro          | CBKW - Confederação Brasileira de Kung Fu/Wushu   | 8.50 |
| 5   | Anna Surowka                  | Polish Wushu Federation - Time 2                  | 8.49 |
| 5   | Chan Ho Ki                    | The Hong Kong martial arts council                | 8.42 |

## 10th Zhengzhou China International Shaolin Wushu Festival
Disputado em Zhengzhou, China, em outubro de 2014.
Dois anos após a experiência em Huangshan, a brasileira voltou à China já mais experiente e tornou-se Campeã Mundial de Kung Fu Shaolin ao conquistar a 1ª colocação na categoria Facão do Norte (Sabre simples).
Também foi vice campeã na categoria Shaolin do Norte.

## Jogos Abertos
Campeã nos anos de 2013 e 2014 na categoria Shaolin do Norte e em Armas médias (Facão).
A atleta ainda foi campeã do Campeonato comemorativo 20 anos de Tat Wong no Brasil na categoria Three Stars Juvenil Mista em 2014.
Em 2015, foi campeã da 1ª Copa Grão-Grão Mestre Poon Sing, competindo pela categoria Three Stars Adulto Mista, sendo a única mulher na competição

## Tai Chi Chuan
Devido ao Exame Nacional do Ensino Médio e o stress do mundo do Vestibular querendo bater na porta, a atleta passou a se dedicar mais às competições de Tai Chi, deixando um pouco de lado a categoria Shaolin do Norte.
Regina foi aprovada em Química na UNICAMP e campeã brasileira competindo em Tai Chi Chuan. Mesmo tendo dedicado a maior parte do tempo aos estudos e a maior parte dos treinos ao Tai Chi, ela novamente foi campeã brasileira nas outras categorias, incluindo Shaolin do Norte.

## Competições adultas
Em 2017 iniciou um novo ciclo nas competições categoria adulto. Mesmo estreando, conquistou quatro medalhas de ouro em Shaolin do Norte e em Facão do Norte, sendo duas no XXVIII Campeonato Brasileiro de Kung Fu e duas no XXVIII Campeonato Paulista de Kung Fu, sendo campeã nacional e estadual em todas as competições que disputou nos torneios.
Regina ainda foi campeã Pan-americana na categoria Shaolin do Norte, vencendo grandes atletas como a mexicana Andrea Lira e a brasileira Severina dos Santos.
| Pos    | Nome                   | País   | Nota Final |
| ------ | ---------------------- | ------ | ---------- |
| Ouro   | Regina Alencar Ribeiro | Brasil | 7,73       |
| Prata  | Andrea Lira            | México | 7,68       |
| Bronze | Severina dos Santos    | Brasil | 7,62       |

Títulos conquistados em 2018:
- Regina foi campeã nacional em quatro categorias no XXVIV Campeonato Brasileiro de Kung Fu, Categoria Adulto[27]:

Shaolin do Norte, Facão do Norte (Sabre simples), Lança e Outras Armas Longas.
| Pos | Nome                          | Estado | Nota Final |
| --- | ----------------------------- | ------ | ---------- |
| 1   | Regina Helena Alencar Ribeiro | SP     | 8.29       |
| 2   | Keitty de Oliveira Silva      | PR     | 8.15       |
| 3   | Sarah Setznagl                | SP     | 8.12       |

- Também venceu as três categorias que disputou no campeonato paulista de 2018, sendo elas:

Shaolin do Norte, Lança e Outras Armas Longas.
| Pos | Nome                              | Escola                            |
| --- | --------------------------------- | --------------------------------- |
| 1   | Regina Helena Alencar Ribeiro     | Shaolin Chan Kung Fu              |
| 2   | Franciellen Dos Santos Nascimento | Shaolin Chan Kung Fu              |
| 3   | Nathália Penna Felicio            | Shaolin Chan Kung Fu              |
| 4   | Sarah Setznagl                    | Academia Shaolin Kung Fu Botucatu |

## Atual campeã paulista
- Campeã em duas categorias no Campeonato Paulista de 2021 (em virtude da pandemia de COVID-19 foi disputado como 1° Campeonato Aberto Online de Wushu Taolu)[29]

| Pos | Nome Atleta                        | Escola/Associação         |
| --- | ---------------------------------- | ------------------------- |
| 1   | Regina Helena Alencar Ribeiro      | Shaolin Chan Kung Fu      |
| 2   | Nathalia Penna Felicio De Oliveira | Shaolin Chan Kung Fu      |
| 3   | Giovana Selleghin Veiga            | Shaolin Do Norte Valinhos |

| Pos | Nome Atleta                        | Escola/Associação    | Estilo           |
| --- | ---------------------------------- | -------------------- | ---------------- |
| 1   | Regina Helena Alencar Ribeiro      | Shaolin Chan Kung Fu | Shaolin Do Norte |
| 2   | Ana Carolina Ribeiro Giglio        | Shaolin Chan Kung Fu | Choy Lay Fut     |
| 3   | Nathalia Penna Felicio De Oliveira | Shaolin Chan Kung Fu | Shaolin Do Norte |

## Atleta do Ano
Após conquistar inúmeros campeonatos de grande expressão em seu primeiro ano competindo no adulto, Regina foi premiada pela Confederação Brasileira de Kung Fu/Wushu e recebeu o título de Atleta do Ano em 2017.